# Bahnhof Bichl
Der Bahnhof Bichl ist der Bahnhof der bayerischen Gemeinde Bichl. Er ist ein Durchgangsbahnhof an der Kochelseebahn, welche von Tutzing nach Kochel am See führt. Außerdem befindet sich hier der Endpunkt der ehemaligen Isartalbahn, die von München über Wolfratshausen nach Bichl führte und im Abschnitt Wolfratshausen–Bichl stillgelegt und abgebaut ist. Er verfügt über drei Bahnsteiggleise. Der Bahnhof wird täglich von circa 40 Personenzügen der Deutschen Bahn bedient.

## Lage
Der Bahnhof Bichl befindet sich im Westen des Gemeindezentrums der Gemeinde Bichl. Das Empfangsgebäude befindet sich im Osten des Bahnhofs und hat die Adresse Bahnhofstraße 17. Gleichzeitig begrenzt die Bahnhofsstraße die Gleisanlagen im Osten des Bahnhofs und stellt eine Verbindung zur Ortsmitte an der Penzberger Straße dar. Am nördlichen und südlichen Ende des Bahnhofs befindet sich ein Bahnübergang, im Norden überquert die Straße Falak und im Süden die Straße Am Weiherdamm die Gleisanlagen. In Richtung Westen befindet sich kein Siedlungsgebiet, die Bahnanlagen werden durch die Sportplatzstraße, die zum in der Nähe liegenden Sportplatz führt, abgetrennt.
Der Bahnhof liegt am Streckenkilometer 27,155 der eingleisigen und elektrifizierten Kochelseebahn (VzG 5453). Von Tutzing bis Bichl ist sie als Hauptbahn klassifiziert, von Bichl bis Kochel als Nebenbahn. Im Kursbuch der Deutschen Bahn wird die Strecke unter der Nummer 961 geführt. Die ehemalige Isartalbahn von München über Wolfratshausen nach Bichl war eine eingleisige, nicht elektrifizierte Nebenbahn.

## Geschichte
Im Februar 1891 wurde ein Eisenbahncomitee München–Kochel gegründet. Dieses favorisierte die Verlängerung der von München nach Wolfratshausen führenden Isartalbahn, die teilweise schon fertiggestellt war, bis Bichl. Dort sollte ein Anschluss nach Kochel über die seit den 1880er Jahren geplante Verlängerung der Kochelseebahn von Penzberg bis nach Kochel hergestellt werden. Da die Lokalbahn Aktien-Gesellschaft (LAG), der Betreiber der Isartalbahn, an der Verlängerung der Kochelseebahn ebenfalls Interesse zeigte, die Königlich Bayerische Staatsbahn (k.bay.St.b.) die Strecke aber selbst betreiben wollte, nahm die Königlich Bayerische Staatsbahn im Juni 1894 die Planungen zum Bau der Strecke auf. Die LAG wich jedoch nicht von dem Vorhaben der Verlängerung der Isartalbahn nach Bichl ab. Im Juni 1895 erhielt sie eine Konzession für die Planung und im Juni 1896 die Konzession zum Bau und Betrieb der Strecke. Daraufhin befürchtete die Königlich Bayerische Staatsbahn die Entstehung von Verlusten, da ihre Strecke von München über Tutzing nach Kochel länger als die projektierte Isartalbahn-Verlängerung war. Deshalb erhielt die LAG die Auflage, dass die Eröffnung der Verlängerung der Isartalbahn nicht vor der Inbetriebnahme der Kochelseebahn erfolgen durfte. Da sich der Bau der Staatsbahnstrecke verzögerte, konnte der Bahnhof erst am 23. Mai 1898 zusammen mit den Streckenverlängerungen in Betrieb genommen werden.
Die Isartalbahn und Kochelseebahn erhielten getrennte Gleisanlagen, die nur mit einer Weichenverbindung am Ende des Bahnhofs in Richtung Kochel verbunden waren. Später folgte eine weitere Weichenverbindung am nördlichen Bahnhofsende. Der Bahnhof verfügte auf der östlichen, ortszugewandten Seite über ein Empfangsgebäude, einen Güterschuppen und eine Laderampe. Für Personenzüge waren zwei Gleise mit Bahnsteigen vorhanden. Das Empfangsgebäude war ein dreistöckiger Bau mit zwei seitlich angebauten Pavillons. Die Isartalbahn wurde in den Staatsbahnhof eingeführt und hatte einen Bahnsteig mit Umsetzgleis. Außerdem hatte sie einen zweiständigen Lokschuppen mit Drehscheibe und einen Draisinenschuppen. Beide Schuppen befanden sich nördlich des Empfangsgebäudes. Am 4. März 1925 wurde der Bahnhof mit der Kochelseebahn elektrifiziert.
Am 1. August 1938 ging die Lokalbahn-Aktiengesellschaft nach langen Verstaatlichungsbestrebungen an den Staat über. Aufgrund der wichtigen Bedeutung wurde der Bahnhof im Krieg Ziel einiger Bombenangriffe, dabei wurde das ehemals größere und stattlichere Empfangsgebäude zerstört. Der Gläserne Zug hingegen konnte den Krieg, versteckt in einem der Lokschuppen, unbeschadet überstehen. In den 1950er Jahren wurden die Reste des alten Empfangsgebäudes abgerissen und ein neues einstöckiges Gebäude errichtet. Die Isartalbahn wurde am 31. Mai 1959 für den Gesamtverkehr stillgelegt, da eine Renovierung des Oberbaus notwendig gewesen wäre. Diese wurde seitens der Deutschen Bundesbahn als nicht lohnend angesehen.

## Infrastruktur
Der Bahnhof besaß bis Juni 2010 drei Gleise an zwei Bahnsteigen. Gleis 1, das seit Juni 2010 durch den Ausbau von Weichen nicht mehr erreichbar ist, befand sich am Hausbahnsteig, wurde jedoch im Personenverkehr nicht mehr genutzt. Die Gleise 2 und 3 befinden sich an einem Mittelbahnsteig, der nur über einen höhenfreien Gleisübergang vom Hausbahnsteig aus erreichbar ist. Der Bahnhof verfügt über einen kleinen dynamischen Zugzielanzeiger und war früher nicht barrierefrei ausgebaut. Im Empfangsgebäude befinden sich ein mechanisches Stellwerk der Einheitsbauweise, welches mit einem Fahrdienstleiter besetzt war und ein Warteraum. Im Zuge der Modernisierung der Kochelseebahn wurden die Bahnhöfe Seeshaupt, Penzberg, Bichl und Kochel an ein elektronisches Stellwerk ESTW angeschlossen und die Signale von Weilheim aus fernbedient. Das mechanische Stellwerk ging im November 2018 außer Betrieb und ist seitdem unbesetzt.
Der Bahnhof wurde seit März 2013 barrierefrei ausgebaut, dabei wurde ein neuer 76 cm hoher Mittelbahnsteig mit zwei Bahnsteigkanten gebaut. Der Umbau sollte bis Dezember 2013, der Inbetriebnahme des neuen Werdenfels-Netzes der Deutschen Bahn, abgeschlossen sein. Seit der Inbetriebnahme werden die Regionalzüge aus Kochel in Tutzing mit den Regionalbahnen aus Weilheim gekuppelt, sodass ein Stundentakt mit neuen Fahrzeugen der Baureihe 442 nach München besteht.

### Bahnsteigdaten
| Gleis | Bahnsteiglänge [m] | Bahnsteighöhe [cm] | Bedienung                                      |
| ----- | ------------------ | ------------------ | ---------------------------------------------- |
| 2     | 155                | 76                 | Regionalbahnen in Richtung Kochel              |
| 3     | 155                | 76                 | Regionalbahnen in Richtung München und Tutzing |

## Verkehr
Im Jahr 1944 wurde der Bahnhof täglich von sechs Zügen der Kochelseebahn bedient, die von Tutzing nach Kochel verkehrten. Auf der Isartalbahn verkehrten 1944 drei Reisezüge täglich vom Münchner Isartalbahnhof über Wolfratshausen nach Bichl, wovon zwei weiter nach Kochel verkehrten. Auch während der Zeit der LAG hatte es schon durchgehende Züge München Isartalbahnhof – Kochel gegeben.
Bis Dezember 2013 wurden die im Stundentakt fahrenden Regionalbahnen von Triebfahrzeugen der Baureihe 426 oder 425 gefahren und verkehrten von Tutzing nach Kochel. Von Montag bis Freitag im morgendlichen und abendlichen Berufsverkehr verkehrten die Züge ab Tutzing weiter über Starnberg und München-Pasing nach München Hauptbahnhof. Da die Deutsche Bahn die Ausschreibung für das Werdenfels-Netz im Jahr 2011 gewann, werden seit Dezember 2013 neue Triebwagen der Baureihe 442 eingesetzt. Diese werden in Tutzing mit den Regionalzügen aus Weilheim vereinigt, sodass täglich ein Stundentakt nach München gewährleistet wird. Zusätzlich verkehren in den Hauptverkehrszeiten einzelne Verstärkerzüge zwischen Tutzing und Kochel. Im Bahnhof Bichl findet die Zugkreuzung der Züge auf der Kochelseebahn außerhalb der Hauptverkehrszeiten statt.
| Linie | Streckenverlauf                                           | Takt                                              |
| ----- | --------------------------------------------------------- | ------------------------------------------------- |
| RB 66 | München – Starnberg – Tutzing – Penzberg – Bichl – Kochel | Stundentakt, Verstärkung in der Hauptverkehrszeit |